# 漫画パチンカー
『漫画パチンカー』（まんがパチンカー）は、白夜書房→ガイドワークスが発行する日本の漫画雑誌。
同誌の関連誌である『漫画パチンカーオリジナル』（まんがパチンカーオリジナル）についても本記事で述べる。

## 概要
2誌とも、パチンコ漫画誌。また巻頭・巻末には新機種情報や攻略コラムなども掲載される。表紙は谷村ひとしの描くキャラクター（ドン・キホーテ）が様々なパチンコ機種のキャラクターに成り切ったイラストがほぼ毎号採用されている。「漫画パチンカー」では、コラムや読者ページ「もじネット」、DVDには、連載陣の漫画家・ライターによる実践動画や、特典として「モーションコミック」もついている。
発売日・発行部数等の概要は以下の通り。
- 漫画パチンカー
1989年5月創刊。毎月27日発売。発行部数は公称30万部。
- 漫画パチンカーオリジナル
2009年6月創刊。偶数月12日発売。発行部数は公称30万部。2011年10月に『漫画パチンカー』増刊扱いから独立創刊。現在、休刊されている。

兄弟誌の『パチンカーワールド』（1990年-2001年）があったが休刊。後継誌の『パニック7ゴールド』は、パチスロ漫画誌だったので『銀玉命!銀次郎』と『雷電』が本誌に移籍してきた。
なお2012年に発生した白夜書房の関連会社における不祥事（詳細は白夜書房#事件を参照）の影響から、同年4月に新会社として株式会社ガイドワークスが設立されたことに伴い、本誌も『パチンコ必勝ガイド』等と共に発行元を同社に移管することになった。

## 連載作品
漫画パチンカー
- 虹子のお仕事（吉田小梅）
- らぎと少年のぱちんこ漫遊記（漫画：ケツノ少年　協力：工藤らぎ）
- お支払いはパチンコで（カワサキカオリ）
- まいとおつぶの心の収支はプラスです（漫画：榊間おつぶ、協力：銀田まい）
- ちぃ 岡田ちほスターへの道（漫画：サクライマイコ、協力：岡田ちほ）
- 回想列車ー銀玉青春編ー（漫画：奥田渓竜　原作：中武一日二膳）
- ぱちメシ女子（原作：源田サトシ　作画：森遊作）
- パチンコで悲しかった話（漫画：堀口純男　協力：工藤らぎ、中段ちぇりこ、なおきっくす★）
- バクチ神（原作：源田サトシ　作画：森遊作）

漫画パチンカーオリジナル
- アツコの呼び出しボタンも一撃押し！（原作：佐々木敦子、作画：グラサン夫人）
- アニキ（原作：守山アニキ、作画：塚原洋一）
- ドン・キホーテが行く（谷村ひとし）
- ノリ打ちADRENALIN（尾上龍太郎）
- パチンコであったちょっとイイ話（村上真裕）
- ぱちんこ擬似結婚（原作：星沼良晶&森本レオ子、作画：ひであき）
- 甘デジばらえてぃ劇場（原作：グレート巨砲、作画：ケツノ少年）
- 銀玉命!銀次郎（堂上まさ志）
- 雷電 （原作：一の瀬正、作画：北鏡太）

## 過去の連載作品
漫画パチンカー
- Dr.陳邪羅のパチプロ日記（原作：唐木天鬼、作画：なすの庸一）
- LEVEL（原作：河本智彦、作画：佐多みさき）
- ゴト師株式会社（原作：下田一仁、作画：佐原充敏）
- ダイナマイト信州（ダイナマイト信州とその一族）
- ニューフェイス（なで拓瀬）
- パチプロ浪花梁山泊（原作：浜田文太、作画：郷力也）
- パチンカー奈美（こやま拓）
- パチンコふたり旅（原作：祐之輔、作画：森田たかし）
- パチンコにはちょっとひとこといわせてもらいたい（西原理恵子）
- 田舎弱小パチンコ店長奮闘記（実話提供：田舎弱小店長、漫画：堀田あきお&かよ）
- 推しメンレベル上げ委員会（原作：はちみつ、作画：中川カール）
- 釘師玉出のホール日誌（原作：茶木政一、作画：前山滋）
- 球五郎烈球伝（ビッグ錠）
- 田山幸憲パチプロ日記（脚本：橋野健志郎、原作：田山幸憲、作画：伊賀和洋）
- 流れ星（原作：山崎一夫、作画：山口かつよし）
- 今日もとにかくパチンコ日和なり♪（新田朋子）
- 珠子さんちはパチンコ三昧（新田朋子）
- ドン・キホーテが行く（谷村ひとし）
- パチンコLOVE中川家（中川カール&はちみつ）
- パチンコで勝ってる人びと（荒木浩之）
- パチンカーあるある○○編（仲ツカサ）
- いつかは満大（監修：ヨッシー、作画：奥田渓竜）
- はちログ（はちみつ）※不定期連載
- 打つなら勝たねば（原作：星沼良晶、作画：ひであき）
- 銀玉命!銀次郎（堂上まさ志）※『パチンカーワールド』（休刊）より移籍
- 新台ゲットだゼ （赤坂まあな）
- 負けたらアカン（原作：片桐智志、作画：森田たかし）
- 負けないパチンコ漫画（谷村ひとし）
- 雷電 （原作：一の瀬正、作画：北鏡太）※『パチンカーワールド』（休刊）より移籍

漫画パチンカーオリジナル
- パト研＋（プラス）（監修：ウエノミツアキ&ういち、作画：浜田ブリトニー）
- 打つなら勝たねば外伝（原作：星沼良晶、作画：ひであき）

## 関連誌
- 『パチンコ必勝ガイド』 - パチンコ攻略誌。毎月第1・第3木曜日発売。